# Conozoa
Conozoa es un género de saltamontes de la subfamilia Oedipodinae, familia Acrididae, asignado a la tribu Trimerotropini. Este género se distribuye en el oeste de Estados Unidos, una especie llega al sur de Canadá y varias especies se encuentran en México. Miden de  20 a 40 mm.

## Especies
Las siguientes especies pertenecen al género Conozoa:
- Conozoa carinata Rehn, 1907
- Conozoa clementina (Rentz & Weissman, 1981)
- Conozoa constricta Henderson, 1924
- Conozoa hyalina (McNeill, 1901)
- Conozoa nicola (Rentz & Weissman, 1981)
- Conozoa picturata Scudder, 1902
- Conozoa rebellis Saussure, 1888
- Conozoa sulcifrons (Scudder, 1876)
- Conozoa texana Bruner, 1889